# Mónica Pastrana
Mónica Pastrana (nacida el 6 de septiembre de 1989) es una presentadora de televisión puertorriqueña y ganadora de concursos de belleza. Fue una de las presentadoras del programa "Locas de Atar" en Univisión Puerto Rico hasta que fue cancelado en 2012. Ahora trabaja como como personalidad televisiva y comediante en Raymond Y Sus Amigos en Telemundo Puerto Rico.

### Miss Universo Puerto Rico 2009
El 22 de octubre de 2008, Mónica compitió en el certamen Miss Universo Puerto Rico  2009 representando a la ciudad de Arecibo. Mónica se convirtió en una de las veinte semifinalistas.

### Nuestra Belleza Latina
En la primavera de 2009, Mónica compitió en el reality show/concurso Nuestra Belleza Latina 2009. Mónica se convirtió en una de las doce finalistas finales [3] en el que terminó en séptimo lugar.

### Miss Internacional 2009
El 28 de noviembre de 2009, Mónica compitió en el certamen Miss Internacional 2009 representando a su país, Puerto Rico, donde desafortunadamente no obtuvo ningún lugar.

### El quinceañero de mi abuela (2025)[5]
Locas de Atar- 2009-2012 como Copresentadora
Raymond y sus Amigos 
2014-presente Como Talento y comediante
1. ↑  «Descubre más sobre Mónica Pastrana». Famous Birthdays. Consultado el 20 de febrero de 2025.
2. ↑  «De vuelta a la realidad - El Nuevo Día». web.archive.org. 16 de marzo de 2012. Consultado el 20 de febrero de 2025.
3. ↑  Báez , Echevarría, Mariam M. (3 de abril de 2009). «Representación boricua en “Nuestra belleza latina”». El Vocero (Puerto Rico). Consultado el 20 de febrero de 2025.
4. ↑  «2009年世界大会出場者一覧». web.archive.org. 17 de mayo de 2011. Consultado el 20 de febrero de 2025.
5. ↑  «“El quinceañero de mi abuela”: cuando el talento supera el guion». El Nuevo Día. 20 de febrero de 2025. Consultado el 20 de febrero de 2025.
6. ↑  primerahora.com/entretenimiento/cine-tv/notas/con-buena-quimica-para-estreno-de-locas-de-atar-el-dia-de-los-enamorados/

- Datos: Q6950257